# Placówka Straży Granicznej I linii „Olszanka”
Placówka Straży Granicznej I linii „Olszanka” – jednostka organizacyjna Straży Granicznej pełniąca służbę ochronną na granicy polsko-niemieckiej w okresie międzywojennym.

## Formowanie i zmiany organizacyjne
Rozporządzeniem Prezydenta Rzeczypospolitej Polskiej Ignacego Mościckiego z 22 marca 1928 roku, do ochrony północnej, zachodniej i południowej granicy państwa, a w szczególności do ich ochrony celnej, powoływano z dniem 2 kwietnia 1928 roku Straż Graniczną.
Rozkazem nr 1 z 12 marca 1928 roku w sprawach organizacji Mazowieckiego Inspektoratu Okręgowego Naczelny Inspektor Straży Celnej gen. bryg. Stefan Pasławski określił strukturę organizacyjną komisariatu SG „Kolno”. Placówka Straży Granicznej I linii „Olszanka” znalazła się w jego strukturze.
Rozkazem nr 9 z 18 października 1929 roku w sprawie reorganizacji Mazowieckiego Inspektoratu Okręgowego komendant Straży Granicznej płk Jan Jur-Gorzechowski powołał komisariat Straży Granicznej „Leman”. Placówka weszła w jego skład.
Rozkazem nr 2 z 30 listopada 1937 roku w sprawach [...] przeniesienia siedzib i likwidacji jednostek, komendant Straży Granicznej płk Jan Gorzechowski przeniósł siedzibę komisariatu do Pudełka. Placówka pozostała w jego składzie.

## Służba graniczna
W 1928 roku placówka ochraniała odcinek granicy państwowej długości około 6 kilometra. 
Jej prawa granica rozpoczynała się od słupa granicznego  nr 109, dalej m. Kozioł.
Lewa granica do słupa granicznego nr 102, dalej m. Łacha, m. Czaki (wył.) do m. Noworuda (wył.).
Po reorganizacji placówka ochraniała odcinek granicy państwowej długości około 3,5 kilometra.
Sąsiednie placówki
- placówka Straży Granicznej I linii „Wincenta” ⇔ placówka Straży Granicznej I linii „Zimna” − 1928
- placówka Straży Granicznej I linii „Wincenta” ⇔ placówka Straży Granicznej I linii „Łacha” − październik 1929[3]

## Kierownicy/dowódcy placówki
| stopień            | imię i nazwisko      | okres pełnienia służby |
| ------------------ | -------------------- | ---------------------- |
| przodownik         | Leonard Żbikowski    | IX 1928 –              |
| starszy przodownik | Tadeusz Zagórski     |                        |
| przodownik         | Tadeusz Korzeniowski |                        |
| starszy strażnik   | Stefan Kraskiewicz   | był X 1936             |
| przodownik         | Władysław Kański     | po 1937                |